# Почётный разведчик недр
Почётный разведчик недр — почётное звание, диплом и нагрудный знак присуждавшийся геологам Министерством геологии СССР и присуждаемый Министерством природных ресурсов Российской Федерации за вклад в разведку полезных ископаемых.

## История
Почётное звание «Почётный разведчик недр» присваивалось геологам за открытие месторождений руд, полезных ископаемых, природных ресурсов, алмазных россыпей и т. д. Учреждено в 1976 году Министерством геологии СССР. Награждённым выдавался диплом и нагрудный знак.

### В России
Почётное звание «Почётный разведчик недр» присваивается геологам за открытие месторождений руд, полезных ископаемых, природных ресурсов, алмазных россыпей и т. д. Учреждено 21 декабря 2006 года Министерством природных ресурсов и экологии Российской Федерации. Награждённым выдаётся диплом и нагрудный знак.